# Castletown (County Laois)
Castletown (irisch Baile an Chaisleáin, dt. „Ort der Festung“; früher auch: Baile Chaisleáin Ua bhFoirchealláin oder englisch: Ballycashlan-Offerillan) ist ein Dorf im westlichen County Laois, Irland.

## Lage
Castletown liegt etwa 17 Kilometer westsüdwestlich von Portlaoise am River Nore. Durch die Ortschaft führt die R445 von Borris-in-Ossory nach Portlaoise.

## Geschichte
Die Ortschaft trägt ihren Namen wegen der früheren Burg, die den River Nore bewachte. 
1881 wurde die begründeten die De La Salle-Brüder hier eine Schule. Auch die Parkanlage Gash Gardens (von Mitte Mai bis Mitte September zu besichtigen) wurde 1881 angelegt.

## Persönlichkeiten
- Patrick Boland (1890–1962), Politiker

## Sehenswürdigkeiten
- katholische St. Edmund’s Church

## Trivia
2002 gewann Castletown den landesweiten Tidy Towns-Wettbewerb und gilt im County Laois als Tidiest Town.